# Believer Book Award
Der Believer Book Award ist ein US-amerikanischer Literaturpreis. Die Auszeichnung wird seit 2005 vom US-amerikanischen Literaturmagazin The Believer für veröffentlichte Kurzgeschichten und Romane des vorangegangenen Jahres verliehen. Die Namen der Nominierten werden jährlich zwischen Februar und März bekanntgegeben und die Preisträger im April oder Mai. 2015 wurde der Preis erst mit der Herbstausgabe des Magazins bekanntgegeben.

## Preisträger
| Jahr | Preisträger         | Originaltitel              | Deutscher Titel Verlag, Ort Jahr                      | Nominierungen |
| ---- | ------------------- | -------------------------- | ----------------------------------------------------- | --- |
| 2004 | Sam Lipsyte         | Home Land                  |                                                       | Michelle de Kretser für The Hamilton Case Lucy Ellmann für Dot in the Universe Selah Saterstrom für The Pink Institution Francisco Goldman für The Divine Husband |
| 2005 | Sesshu Foster       | Atomik Aztex               |                                                       | Trinie Dalton für Wide Eyed Aimee Bender für Willful Creatures John Wray für Canaan's Tongue Tom Bissell für God Lives in St. Petersburg |
| 2006 | Cormac McCarthy     | The Road                   | Die Straße Reinbek, Hamburg 2007                      | |
| 2007 | Tom McCarthy        | Remainder                  | 8 ½ Millionen Diaphanes, Zürich 2009                  | Jesse Ball für Samedi the Deafness Gerard Donovan für Sunless Steve Erickson für Zeroville Elizabeth Hand für Generation Loss Alain Mabanckou für African Psycho Miranda Mellis für The Revisionist Lydie Salvayre für The Power of Flies Selah Saterstrom für The Meat and Spirit Plan Joe Weisberg für An Ordinary Spy |
| 2008 | Emily Perkins       | Novel About My Wife        | Roman über meine Frau Bloomsbury Berlin, Berlin 2009  | Samantha Hunt für The Invention of Everything Else Mary Ruefle für The Most of It John Olson für Souls of Wind Jim Krusoe für Girl Factory Tod Wodicka für All Shall Be Well; And All Shall Be Well; and All Manner of Things Shall Be Well Toby Olson für Tampico Shannon Burke für Black Flies                         |
| 2009 | Percival Everett    | I Am Not Sidney Poitier    | Ich bin nicht Sidney Poitier Luxbooks, Wiesbaden 2014 | Christopher Miller für The Cardboard Universe: A Guide to the World of Phoebus K. Dank Mary Robison für One D.O.A., One on the Way Blake Butler für Scorch Atlas Padgett Powell für The Interrogative Mood |
| 2010 | James Hynes         | Next                       |                                                       | Danielle Dutton für Sprawl Kira Henehan für Orion You Came and You Took All My Marbles Grace Krilanovich für The Orange Eats Creeps Paul Murray für Skippy Dies |
| 2011 | Ben Lerner          | Leaving the Atocha Station | Abschied von Atocha Rowohlt, Hamburg 2013             | Jesse Ball für The Curfew Helen DeWitt für Lightning Rods Lars Iyer für Spurious Michelle Latiolais für Widow |
| 2012 | Tamara Faith Berger | Maidenhead                 | Pussy Metrolit, Berlin 2014                           | Barbara Browning für I'm Trying to Reach You Karl Ove Knausgård für Min kamp. Første bok Jim Krusoe für Parsifal Sergio De La Pava für A Naked Singularity |
| 2013 | Rebecca Lee         | Bobcat and Other Stories   |                                                       | Kiese Laymon für Long Division Fiona Maazel für Woke Up Lonely Keith Ridgway für Hawthorn and Child Bennett Sims für A Questionable Shape |
| 2014 | Ottessa Moshfegh    | McGlue                     | McGlue Liebeskind, München 2016                       | Diane Cook für Man V. Nature Valeria Luiselli für Faces in the Crowd Elizabeth McCracken für Thunderstruck and Other Stories Antoine Volodine für Writers |
| 2015 | keine Verleihung    | keine Verleihung           | keine Verleihung                                      | keine Verleihung |
| 2016 | keine Verleihung    | keine Verleihung           | keine Verleihung                                      | keine Verleihung |
| 2017 | Matthew Rohrer      | The Others                 |                                                       | Andrew Durbin für MacArthur Park Deepak Unnikrishnan für Temporary People Jenny Zhang für Sour Heart Leyna Krow für I’m Fine, But You Appear to Be Sinking |
| 2018 | Rita Bullwinkel     | Belly Up                   |                                                       | Mathias Énard für Tell Them of Battles, Kings, and Elephants Ben Passmore für Your Black Friend and Other Strangers Shelley Jackson für Riddance; Or: The Sybil Joines Vocational School for Ghost Speakers & Hearing-Mouth Children Hideo Yokoyama für Seventeen                                                        |
| 2019 | Ebony Flowers       | Hot Comb                   |                                                       | Sarah Rose Etter mit The Book of X Donatella Di Pietrantonio mit A Girl Returned Adam Ehrlich Sachs mit The Organs of Sense Hebe Uhart mit The Scent of Buenos Aires |